# Ani
Ani (em armênio/arménio:  Անի) foi uma cidade medieval localizada no que é atualmente a província de Carse, na Turquia.

## UNESCO
Foi inscrito como Patrimônio Mundial da UNESCO em 2016 por "apresentar uma visão compreensiva da evolução da arquitetura medieval com exemplos de quase todas as inovações arquitetônicas da região entre os séculos VII e XIII."